# Honey, Honey
"Honey, Honey" é uma canção gravada pelo grupo pop sueco ABBA e foi incluída no álbum Waterloo. Foi o segundo single a ser lançado do álbum depois do sucesso da faixa-título vencedora do Festival Eurovisão da Canção em 1974.

## História
"Honey, Honey" foi escrita por Björn Ulvaeus, Benny Andersson e Stig Anderson, com vocais compartilhadas por Agnetha Fältskog e Anni-Frid Lyngstad. Bem como a versão em inglês, o ABBA também gravou "Honey, Honey" em sueco em 30 de janeiro de 1974 na Metronome Studio, em Estocolmo.
Esta foi a última gravação oficial do grupo em sua própria língua, e foi lançada como o lado B do single sueco "Waterloo". Em seu formato inglês, "Honey, Honey" foi lançado com "King Kong Song", como o lado B.

## Recepção
"Honey, Honey" foi lançada em vários países europeus, nos Estados Unidos, Austrália e Nova Zelândia, mas não no Reino Unido. Tempos depois, a Epic Records decidiu lançar uma versão remixada de "Ring Ring". Mas este single só chegou a posição de número 32, assim, em vez disso, uma versão cover de "Honey, Honey" foi gravado pelo ato Sweet Dreams, com o vocalista Polly Brown, prontamente a atingir o top 10 britânico.
"Honey, Honey" passou 4 meses no top 5 na Alemanha Ocidental e também alcançou o top 5 na Áustria, Espanha e Suíça . Nos Estados Unidos, "Honey, Honey" foi um sucesso moderado em comparação com singles lançados mais tarde pelo grupo. 

## Faixas
1. A. "Honey, Honey"
2. B. "Dance (While The Music Still Goes On)"

## Versões oficiais
- "Honey, Honey" (versão em inglês)
- "Honey, Honey" (versão em sueco)

## Posições nas paradas musicais
| Paradas musicais de 1974          | Posição |
| --------------------------------- | ------- |
| Paradas musicais da Austrália     | 30      |
| Paradas musicais da Áustria       | 4       |
| Paradas musicais da Bélgica       | 12      |
| Paradas musicais do Canadá        | 19      |
| Paradas musicais da Holanda       | 16      |
| Paradas musicais da Finlândia     | 11      |
| Paradas musicais da Alemanha      | 2       |
| Paradas musicais da Suíça         | 4       |
| Paradas musicais da Nova Zelândia | 16      |
| U.S. Billboard Hot 100            | 27      |
| Parada musical de 2008            | Posição |
| Paradas musicais de Norwegian     | 16      |